# Dobromilice
Dobromilice település Csehországban, a Prostějovi járásban. Dobromilice Želeč, Hradčany-Kobeřice, Pivín, Víceměřice, Vřesovice és Doloplazy településekkel határos. Lakosainak száma 796 fő (2024. január 1.).

## Népesség
A település lakosságának változását az alábbi diagram mutatja:
| Lakosok száma | 884  | 1247 | 1177 | 1026 | 909  | 786  | 874  | 819  | 815  | 796  |
|               | 1869 | 1890 | 1921 | 1950 | 1980 | 2001 | 2017 | 2019 | 2022 | 2024 |